# Papilio ascalaphus
Papilio ascalaphus là một loài bướm thuộc họ Papilionidae. Nó được tìm thấy ở Indonesia và Philippines.
Sải cánh dài 140–160 mm. Ấu trùng ăn các loài của chi Citrus.

## Phụ loài
- Papilio ascalaphus ascalaphus (Sulawesi)
- Papilio ascalaphus ascalon (Sula Island)

## Hình ảnh

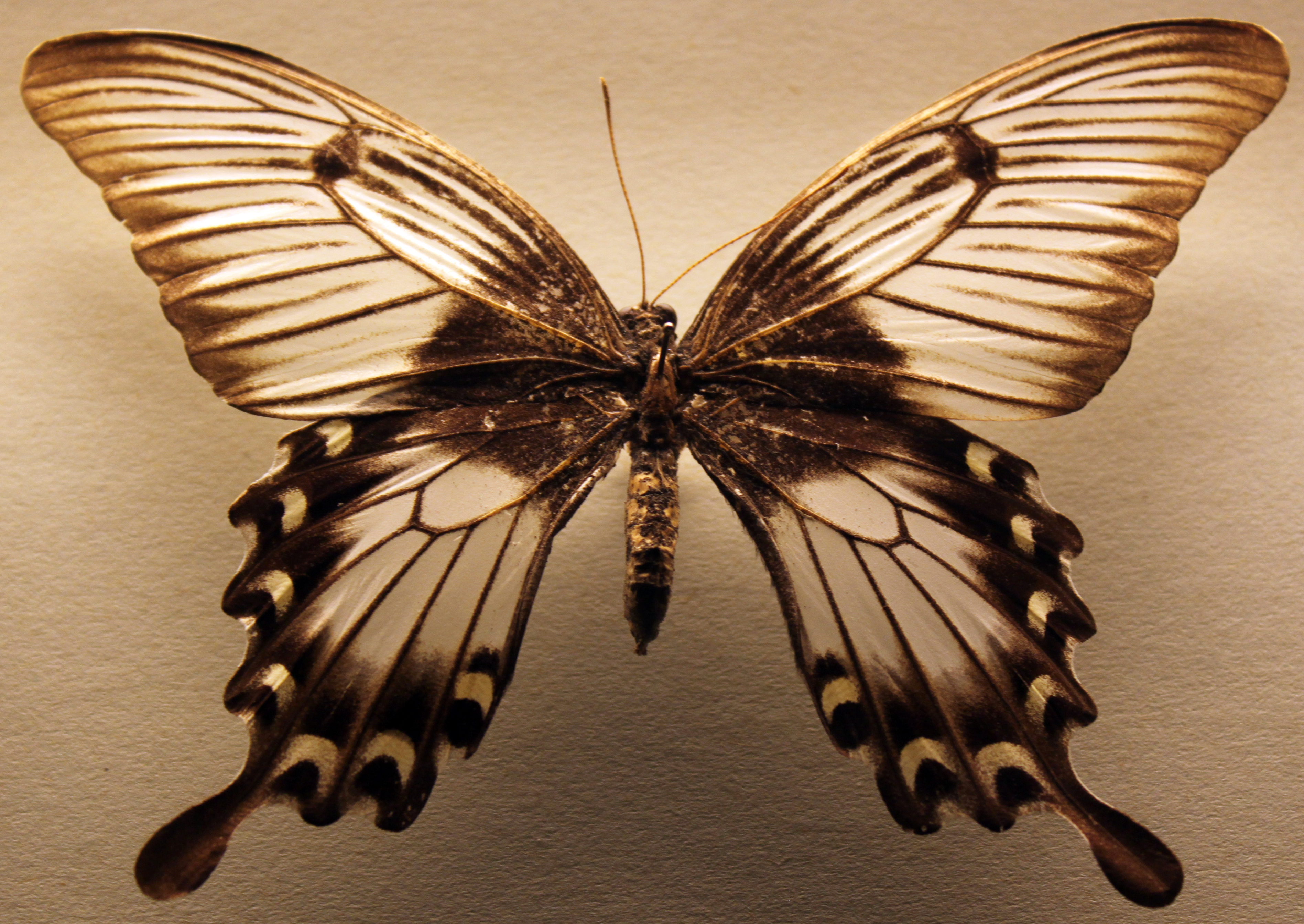
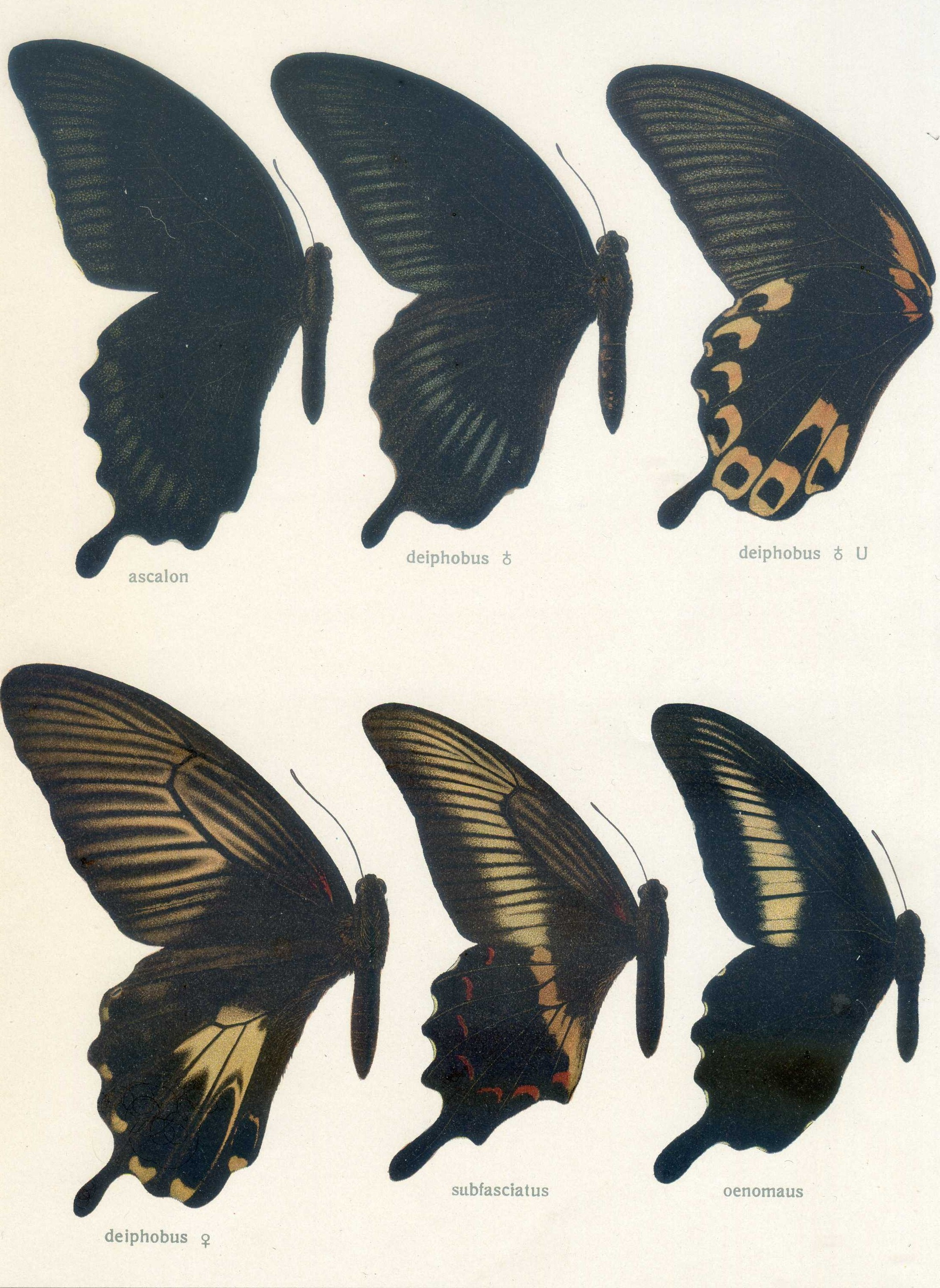